# Nutrixxion-Abus
Nutrixxion-Abus is een Duitse continentale wielerploeg, die zowel op de weg als op de baan actief is. Het team bestaat sinds 2004 en komt uit in de continentale circuits van de UCI.
Team Nutrixxion-Abus had en heeft enkele sterke talentvolle Duitse jongeren in haar geleden. Ook de Brit Mark Cavendish reed twee jaar voor de ploeg.
In 2008 rijden twee Nederlanders voor deze ploeg: Rob Ruijgh en Stefan Cohnen.
Het team heeft sinds 2007 ook een U19 team. Dat staat onder leiding van Willi Bok.

## Bekende renners
- Mark Cavendish (2005-2006)
- Ed Clancy (2005-2006)
- Thomas Fothen (2005)
- Alexander Gottfried (2005-2007, 2012-heden)
- Grischa Janorschke (2013-heden)
- Tim Klinger (2005)
- Dirk Müller (2006-heden)
- Steffen Radochla (2010-2011)
- Rob Ruijgh (2008-2010)
- Eric Baumann (2008-2009)
- Björn Schröder (2011)
- André Schulze (2005)

## Seizoen 2014

### Transfers
| Inkomend | Team 2013 | Uitgaand           | Team 2014       |
| -------- | --------- | ------------------ | --------------- |
|          |           | Max Walsleben      | Team Stuttgart  |
|          |           | Grischa Janorschke | Team Vorarlberg |

## Seizoen 2013

### Renners
| Naam                | Geboortedatum     | Nationaliteit | Ploeg 2012  |
| ------------------- | ----------------- | ------------- | ----------- |
| Rick Ampler         | 26 november 1989  | Duitsland     | Neo         |
| Holger Burkhardt    | 16 december 1987  | Duitsland     |             |
| Tobias Dohlus       | 15 november 1988  | Duitsland     | Neo         |
| Alexander Gottfried | 5 juli 1985       | Duitsland     |             |
| Grischa Janorschke  | 30 mei 1987       | Duitsland     | Team NetApp |
| Sebastian Körber    | 1 maart 1984      | Duitsland     |             |
| Dirk Müller         | 4 augustus 1973   | Duitsland     |             |
| Alexander Schmitt   | 18 augustus 1989  | Duitsland     |             |
| Benjamin Sydlik     | 13 september 1990 | Duitsland     |             |
| Max Walsleben       | 23 juni 1990      | Duitsland     | Neo         |